# Agnomen
Agnomen byla ve starověku čtvrtá část jména velmi významných Římanů. Byla udělována senátem za významný státnický čin, většinou odkazovala na zemi, ve které vojevůdce získal slavné vítězství. Svým způsobem mohou být chápána jako druh cognomin. 
Agnomin mohl Říman, stejně jako cognomin, získat více; typickým příkladem jsou jména císařů z pozdější doby, která v kompletní podobě mnohdy vydají i na několik řádků.

## Známá agnomina
- Africanus
- Allobrogicus
- Asiaticus
- Atticus
- Augustus
- Balearicus
- Briganticus
- Brittanicus
- Caligula
- Coriolanus
- Creticus
- Dalmaticus
- Gaetulicus
- Gallicius
- Gallicus
- Germanicus
- Helveticus
- Isauricus
- Italicus
- Macedonicus
- Nasica
- Nero
- Numidicus
- Parthicus
- Paulus